# Оцизла
Оцизла (словен. Ocizla, итал. Occisla) је насељено место на Красу у општини Хрпеље-Козина, Обално-Крашка регија, Словенија.

## Географија
Оцила је погранично насеље на Тршћанском красу (Приморска) недалеко од Козине уз границу са Италијом.

## Знаменитости
Малетова јама је највећа пећина у групи пећина код насеља Оцизла (Јама са водопадом и Корошица на брду). То је јама у коју се слива кишница са подручја села Беке, Оцизле и залеђа, понорница је до Осапске долине те Бољунеца, где поново извире на висоравни.
Прилаз пећини је код Оцизле, маркираним путем испод цркве Св. Магдалена. Улаз у пећину могућ је само са спелеолошком опремом кроз ров који за време падавина поплави.
Пећина има изразит дренажни облик, тунели између ходника су уски и глатки. У проширеним подземним просторима има и стајаћих вода – мањих подземних језера.

## Историја
До територијалне реорганизације у Словенији била је у саставу старе општине Сежана.

## Становништво
У попису становништва из 2011. године, Оцизла је имала 106 становника.
| Број становника према пописима | Број становника према пописима | Број становника према пописима |
| ------------------------------ | ------------------------------ | ------------------------------ |
| 1991                           | 2002                           | 2011                           |
| 96                             | 101                            | 106                            |

Напомена: Године 2000. увећано за део насеља Кланец при Козини.